# Aglaojoppa
Aglaojoppa is een geslacht van insecten uit de orde vliesvleugeligen (Hymenoptera) en de familie Ichneumonidae.

## Soorten
- A. caeruleodorsata Cameron, 1903
- A. centummaculata (Christ, 1791)
- A. egregia Heinrich, 1967
- A. femorata Cameron, 1903
- A. flavomaculata Cameron, 1901
- A. lamellata Heinrich, 1967
- A. malaisei Heinrich, 1967
- A. paradisea Heinrich, 1967
- A. rothneyi Cameron, 1902
- A. rufofemorata Cameron, 1903
- A. tigris Heinrich, 1967
- A. unicolorata Heinrich, 1968
- A. vana Heinrich, 1968
- A. victoriae Heinrich, 1968
- A. violaceipennis Cameron, 1903